# Why (песня Сабрины Карпентер)
«Why» — песня американской певицы и автора-исполнителя Сабрины Карпентер из японского делюкс-издания её третьего студийного альбома Singular: Act I (2018). Композиция была написана Карпентер, Бреттом Маклафлином и её продюсером Йонасом Джебергом. Песня была выпущена 7 июля 2017 года на лейбле Hollywood Records. Песня «Why» была описана как электропоп, эмо-поп и дарк-поп с гипнотическими синтезаторными петлями, ритмом с щелчками пальцев и щёлкающим ритмом в припеве. По словам Карпентер, текст песни рассказывает о том, что она и парень совершенно противоположны, но они созданы друг для друга. Песня стала второй композицией Карпентер, вошедшей в Billboard Bubbling Under Hot 100 и занявшей двадцать первое место, а также получила золотой сертификат в США (RIAA).
Песня сопровождалась музыкальным видеоклипом, снятым в Нью-Йорке режиссёром Джеем Мартином. Он был выпущен на канале Vevo 19 июля 2017 года. Клип начинается с разговора Карпентер и её возлюбленного, Кейси Котта, о том, что обоим не нравятся фильмы. Карпентер рекламировала «Why» несколькими телевизионными выступлениями, в том числе на Ночном шоу с Джимми Фэллоном и на шоу Live with Kelly and Ryan.

## История
Карпентер анонсировала выход сингла, отправляя поклонникам открытки с рукописными записками и фрагментами иллюстраций. Она также размещала в социальных сетях кадры из романтических фильмов.
Она рассказала журналу Billboard, что песня «появилась очень быстро». Мы начали с первой строчки песни — «Ты любишь Нью-Йорк днём, я люблю Нью-Йорк ночью» — и дальше песня как бы написалась сама собой. В основном она [о] тех различиях, которые есть у всех нас, которые отличают нас друг от друга, но в то же время склеивают нас вместе… Мне нравится говорить, что она очень разговорная, чего не было в некоторых других моих песнях". Она сказала, что «хотела бы, чтобы эта песня могла пронестись через все лето»

«Почему» — это вопрос, который мы задаем себе ежедневно, поэтому в песне есть несколько смыслов, которые можно интерпретировать. Мы не обязательно должны быть одинаковыми, чтобы любить одинаково. Иногда различия могут скреплять нас, и я думаю, что это прекрасная идея о том, как мы справляемся с расхождениями и как они еще больше доказывают нашу совместимость. В конце концов, нам не нужно знать «почему», если мы уверены в своих эмоциях", — сказала Карпентер в интервью iHeartRadio.
Песня была написана и записана в марте 2017 года в Big Noize Studios (Голливудские холмы, Калифорния) Карпентер, Бреттом Маклафлином и Йонасом Джебергом. Джеберг спродюсировал, записал и сыграл все инструменты для трека. Песня была смикширована Сербаном Генеа в MixStar Studios в Верджиния-Бич (Виргиния), Джон Ханес выступил в качестве ассистента микса. Песня была отмастерена в Sterling Sound в Нью-Йорке Крисом Герингером.

## Композиция
«Why» — это две минуты и пятьдесят одна секунда электропопа, эмо-попа и дарк-попа. Согласно нотам, опубликованным на сайте Musicnotes.com, песня написана в тактовой записи общего времени с умеренным темпом 90 ударов в минуту. Она написана в тональности Си минор и следует аккордовой прогрессии G2-Em7-Bm7-A. Вокальный диапазон Сабрины простирается от низкой ноты A3 до высокой ноты B4, что даёт песне почти одну октаву диапазона. Темп расслабленный. Первоначально бридж был второй частью второго куплета.
Лирически «Why» рассказывает о романтических отношениях двух совершенно противоположных, но созданных друг для друга людей. Сабрина сказала, что они начали с первой строчки «You like New York City in the daytime / I like New York City in the nighttime» («Тебе нравится Нью-Йорк днём / Мне нравится Нью-Йорк ночью»), и, найдя эту строчку, они начали искать вещи, которые отличают людей друг от друга, но не являются препятствиями. В строчке «Funny how the stars cross right» («Забавно, как правильно пересекаются звезды») Карпентер делает отсылку к «Ромео и Джульетте», ведь когда-то эта песня была вдохновлена многими фильмами, такими как «Когда Гарри встретил Салли», «Ромео и Джульетта» и «10 причин моей ненависти».

## Отзывы
Джейсон Липшутц из журнала Billboard написал, что сингл «чрезвычайно симпатичен и многообещающ в отношении грядущих достижений 18-летней певицы» и является «первым шагом в неизбежном кроссовере», и что в нём «Карпентер играет в игру противоположностей со своим кавалером и звучит более стабильно в своей вокальной подаче». Он считает, что «измельчённые синтезаторы» напоминают песню Zedd и Алессии Кара «Stay». Катрина Риз из CelebMix считает, что песня «экспериментирует с электро-поп звучанием», и что «отличительный» вокал Карпентер «легко скользит по ловкому биту». Илана Каплан из New York Observer назвала песню «чистым дарк-поп-бопом» и «гипнотической», и что она показывает, что «Карпентер более чем готова к тому, чтобы её воспринимали всерьёз» и «новую сторону 18-летней звезды». Брэндон Ю из SFGate оценил песню как «запоминающуюся электро-поп мелодию», и что она «звучит как непременный летний радио-стайл». Майк Васс из Idolator назвал песню «одной из самых запоминающихся поп-песен года в начале июля», и считает, что «очень модный» дроп напоминает дебютный сингл Кияры «Gold» и совместную работу Kygo и Селены Гомес «It Ain’t Me».

## Награды и номинации
| Организация               | Год  | Категория                | Результат | Ссылка |
| ------------------------- | ---- | ------------------------ | --------- | ------ |
| Radio Disney Music Awards | 2018 | «XOXO — Best Crush Song» | Номинация | [ 13 ] |

## Музыкальное видео

### Предыстория и релиз
16 июля 2017 года Карпентер опубликовала в социальных сетях тизер музыкального видео, на котором изображены американский актёр Кейси Котт и она сама в городе, а Карпентер держит камеру. В подписи к видео была указана дата его выхода. 19 июля 2017 года она выложила компиляцию клипа, на которой она запечатлена в ресторане и на улицах города. В тот же день состоялась премьера клипа на Vevo и YouTube, а 9 сентября 2017 года в личном аккаунте Сабрины состоялась премьера закулисной части клипа. Клип был снят 20 июня 2017 года в Нью-Йорке Джеем Мартином и исследует тему притяжения противоположностей, показывая, как Карпентер и Котт сохраняют свои отношения, несмотря на то, что являются полярными противоположностями. 21 июля 2017 года Карпентер рассказала в Twitter, что клип был вдохновлён «многими фильмами», поэтому он был снят «очень кинематографично».

## Чарты

### Еженедельные чарты
| Чарт (2017)                            | Высшая позиция |
| -------------------------------------- | -------------- |
| Чехия (Singles Digitál Top 100)        | 92             |
| Новая Зеландия (Heatseekers, RMNZ)     | 8              |
| Словакия (Singles Digitál Top 100)     | 85             |
| США (Billboard Bubbling Under Hot 100) | 21             |
| США (Billboard Pop Airplay)            | 27             |

## Сертификации
| Регион                                                                      | Сертификация | Продажи |
| --------------------------------------------------------------------------- | ------------ | ------- |
| Австралия (ARIA)                                                            | Платиновый   | 70 000  |
| Бразилия (ABPD)                                                             | Золотой      | 30 000  |
| США (RIAA)                                                                  | Золотой      | 500 000 |
| Данные о продажах + прослушиваниях приведены только на основе сертификации. |              |         |